# Brèves de comptoir (film)
Pour l’article homonyme, voir Brèves de comptoir.
Pour plus de détails, voir Fiche technique et Distribution.
Brèves de comptoir est un film français réalisé par Jean-Michel Ribes, sorti en 2014. 
Le film est une adaptation de la série de livres Brèves de comptoir de Jean-Marie Gourio.

## Synopsis
La vie d'un petit café de banlieue, l'Hirondelle, de son ouverture à six heures du matin jusqu'à sa fermeture.

## Fiche technique
- Titre original : Brèves de comptoir
- Réalisateur : Jean Michel Ribes
- Scénario et dialogues : Jean-Michel Ribes et Jean-Marie Gourio, d'après les Brèves de comptoir de Jean-Marie Gourio
- Musique : Reinhart Wagner
- Directeur de la photographie : Philippe Guilbert
- Décors : Patrick Dutertre
- Montage : Scott Stevenson
- Production : Dominique Besnehard, Michel Feller et Jean-Michel Ribes
- Sociétés de production : Monvoisin Productions et Ulysse Films[1]
- Distribution :  Diaphana Films
- Durée : 100 minutes
- Genre : Comédie
- Date de sortie : 24 septembre 2014

## Distribution
- Chantal Neuwirth : la patronne
- Didier Bénureau : le patron
- Christian Pereira : le garçon de café
- André Dussollier : l'homme politique[1],[2]
- Yolande Moreau : Madame Lamelle
- Bruno Solo : Bolo
- François Morel : Pivert
- Grégory Gadebois : chauffeur de taxi
- Laurent Gamelon : Rubens
- Annie Grégorio : la postière
- Dominique Pinon : chauffeur de taxi
- Laurent Stocker : Monsieur Laroque
- Patrick Ligardes : le coiffeur
- Samir Guesmi : Couss
- Michel Fau : l'écrivain
- Olivier Saladin : Pulmoll
- Régis Laspalès : La Moule
- Philippe Chevallier : Monsieur Latour
- Alban Casterman : Monsieur Jean
- Rachel Pignot : choriste
- Dominique Besnehard : choriste
- Gilles Cohen : l’Anesthésiste
- Philippe Vieux : employé pompes funèbres
- Isabelle de Botton : joueuse de cartes
- Lola Naymark : la rousse
- Grégoire Bonnet : le contremaître
- Sébastien Thiéry : le type à casquette
- Ged Marlon : employé Monofixe
- Valérie Mairesse : Madame Pelton
- Daniel Russo : Jacky
- Raphaëline Goupilleau : employée Monofixe
- Marie-Christine Orry : employée Monofixe
- Christine Murillo : la commerçante
- Serge Bagdassarian : le philosophe
- Jenny Cleve : la vieille dame
- Marcel Philippot : Monsieur Rabier
- Jean-Claude Leguay : la Tonne
- Eric Verdin : l'égoutier
- India Hair : la gourmande
- Alexie Ribes : Gigi
- Fabienne Pascaud : la dame en deuil
- Jean-Toussaint Bernard : l'employé pompes funèbres

## Adaptation (télévision et théâtre)
Les premières Brèves de comptoir sont apparues dans la série Palace, réalisée par Jean-Michel Ribes en 1988 et incarnées par Jean Carmet.
Jean-Michel Ribes a adapté les Brèves de comptoir au théâtre, en 1994 au Théâtre Tristan Bernard puis Les nouvelles Brèves de comptoir en 1999 au Théâtre Fontaine. Enfin, une troisième adaptation a été créée au Théâtre du Rond-Point en 2010. Nominations aux Molières meilleure pièce comique et meilleure mise en scène. 
De nombreux acteurs ont participé à ces pièces dont Laurent Gamelon, Alban Casterman, Philippe Vieux, Annie Gregorio, Patrick Ligardes, Chantal Neuwirth, Marcel Philippot, Alexie Ribes, Hélène Viaux, Didier Bénureau, Ged Marlon, Christian Pereira, Raphaëline Goupilleau. Deux opéras ont été créés par la Péniche Opéra — Opéra-Comique — en 2004 et 2012.

## Accueil critique
- Eric Libiot, L'Express : « Jean-Michel Ribes a largement gagné son pari en créant la version grand écran du texte de Jean-Marie Gourio. Dépassant la simple succession de saynètes, son long métrage donne la parole à la France des bistrots et des laissés-pour-compte, celle qui s'accroche à l'amitié et aux demis avant de décrocher. »[3] ;

- Xavier Leherpeur, Studio Ciné Live : « Des couleurs, des humeurs ou des grisailles que la caméra de Jean-Michel Ribes compose et nuance grâce au cadre, au montage, à l'espace de jeu et au travail avec les comédiens. Plus le rire se déploie, plus la folie reprend ses droits, plus le cinéaste saisit détresses et dépressions dans ces regards égarés, composant ainsi un vibrant crescendo mélancolique, voire mortifère qui, par effet de contraste, offre une résonance poignante à la causticité gourmande du dialogue. Un équilibre entre fausse joie de vie et vraie peur de mort orchestrée, avec talent par un artiste complet, amoureux des mots et de ceux qui les font résonner. »[4] ;

- Virginie Morisson, avoir-alire.com : « Il en résulte une comédie douce-amère, qui cherche à faire rire tout en exposant les ravages de l’alcoolisme et l’extrême solitude dans laquelle sont plongés les personnages, au point de passer leur journée dans ce bar où ils trouvent une famille et, surtout, quelqu’un pour les écouter. En installant le décor de ce bistrot très familier en face d’un cimetière, le film ne cherche pas à cacher les drames de la vie derrière de belles phrases mais plutôt à évoquer les réalités de l’existence et son aboutissement. »[5] ;

- Christophe Brachet, Le Parisien : « La difficulté était d'éviter le théâtre filmé et si les premières minutes réclament une (brève) période d'adaptation, le film enveloppe ensuite le spectateur dans son atmosphère. Les comédiens ont un plaisir visible à faire tourner dans leur bouche ces répliques gouleyantes. »[6] ;

- Isabelle Danel, Première : « De ces perles, savoureuses quand elles sont distillées avec parcimonie, Ribes fait des colliers. Il les enfile une à une et les sert sur un plateau à soixante-quinze acteurs français qui se succèdent devant la caméra. Ça pourrait ressembler à un vrai feu d’artifice (oh la belle rouge, ah, la belle bleue!). Mais une telle accumulation fait plutôt l’effet d’un pétard mouillé. Les dialogues s’annulent les uns les autres dans un décor unique toutefois réussi où la mort rôde en raison de la proximité du cimetière. »[7] ;

- Eric Neuhoff, Le Figaro : « Une succession d'aphorismes tirés du fameux ouvrage de Jean-Marie Gourio. De beaux morceaux de bravoure dits par de bons comédiens, mais l'ennui domine. »[8].